# 2845 Franklinken
A 2845 Franklinken (ideiglenes jelöléssel 1981 OF) a Naprendszer kisbolygóövében található aszteroida. Edward L. G. Bowell fedezte fel 1981. július 26-án.